# كأس الجامعة التونسية للكرة الطائرة للرجال 2020–21
كأس الجامعة التونسية للكرة الطائرة للرجال 2020–21 هو الموسم رقم 1 من كأس الجامعة التونسية للكرة الطائرة للرجال.
فاز بهذا الموسم فريق سعيدية سيدي بوسعيد بعد انتصاره في النهائي على النادي الأولمبي القليبي بنتيجة 3 أشواط مقابل 1 تفاصيلها (25/17 و 20/25 و 22/25 و 20/25) في المباراة التي جمعت الفريقين يوم 11 أبريل 2021 في القاعة الرياضية ببومهل، وأشرفت على تنظيمها الجامعة التونسية للكرة الطائرة.

## روابط خارجية
- الموقع الرسمي للجامعة التونسية للكرة الطائرة.